# Małachowo (województwo wielkopolskie)
Małachowo – wieś w Polsce, położona w województwie wielkopolskim, w powiecie śremskim, w gminie Dolsk. 
| SIMC    | Nazwa | Rodzaj    |
| ------- | ----- | --------- |
| 0582278 | Huby  | część wsi |

W latach 1975–1998 wieś administracyjnie należała do województwa poznańskiego.
Wieś położona 4 km na południe od Dolska przy drodze wojewódzkiej nr 434. 
Pierwsza wzmianka o wsi pojawia się w 1310 i wspomina Lupusa z Malechowa. W rodzinie Małachowskich wieś pozostała do XVIII wieku. Właścicielami od 1913 do II wojny światowej byli Sicińscy.
Przy drodze wojewódzkiej znajduje się budynek szkolny z 1910 oraz pozostałości zespołu folwarcznego z 2. poł. XIX wieku: rządcówka, 2 czworaki, stodoła, spichrz i kuźnia. Po nieistniejącym już dworku zachowały się resztki parku krajobrazowego o powierzchni 2,7 ha, z pomnikowym okazem kasztanowca zwyczajnego o obwodzie 330 cm. We wsi znajduje się także szkoła z początku XX wieku, która dalej pełni funkcję placówki oświatowej. Przy drodze do Gaju znajduje się głaz narzutowy o obwodzie 650 cm, który jest pomnikiem przyrody.

## Urodzeni w Małachowie
- Aleksander Thomas  – polski polityk i kupiec, poseł na Sejm Ustawodawczy[7].